# Shigeo Sugiura
Shigeo Sugiura (n. 10 mai 1917, Hamamatsu, Japonia – d. 10 aprilie 1988) a fost un înotător japonez, medaliat olimpic. A participat la o ediție a Jocurilor Olimpice (1936) în care a câștigat o medalie de aur.

## Participări
Lista de mai jos prezintă principalele competiții la care a participat Shigeo Sugiura de-a lungul carierei.
- Olympische Sommerspiele 1936/Schwimmen – 4 × 200 m Freistil (Männer)[*]